# Charles-Mathias Simons
Charles-Mathias Simons (27 de març de 1802 – 5 d'octubre de 1874) va ser un polític i jurista luxemburguès. Va ser el tercer Primer ministre de Luxemburg, càrrec que ocupà durant set anys, entre 1853 i 1860.
Entre 1836 i 1837 va ser membre del Consell Provincial, i el 1841 va esdevenir membre de la legislatura coneguda com l'Assemblea dels Estats. Entre 1843 i 1848 va ser membre del gabinet i el 1848 de l'Assemblée constituante.
El 23 de setembre de 1853, després que el govern de Willmar fos deposat per ordre de Guillem III, Charles-Mathias Simons va ser nomenat primer ministre.
Durant el temps que fou cap de govern va revisar la constitució que el Gran Duc havia impulsat en contra els desitjos del parlament, ja que retallava els seus poders, i imposava el Consell d'Estatal com a mecanisme de control en el parlament ja debilitat. Aquest període també va veure l'obertura de la primera línia de ferrocarril de Luxemburg (4 d'octubre de 1859) i la fundació dels primers bancs, el Banque Internationale à Luxemburg i el Banque et Caisse d'Épargne de l'État.
Simons va dimitir el 26 de setembre de 1860, després de les eleccions, quan l'oposició al seu "cop d'estat" va ser massa forta al parlament.
Va morir el 5 d'octubre de 1874 a la Ciutat de Luxemburg.